# 무리 (음식)
무리는 물에 불린 쌀을 물과 함께 맷돌에 간 후 체에 밭쳐 가라앉힌 앙금이다.

## 같이 보기
- 무리떡
- 무리죽
- 타락죽